# هارونا مانو
هارونا مانو هو مهندس وسياسي نيجيري، ولد في 23 أغسطس 1973. نشط حزبياً في People's Democratic Party (Bhutan) ‏.